# ミナクシサンドラム–プレイジェルゼータ函数
ミナクシサンドラム-プレイジェルゼータ函数（英: Minakshisundaram–Pleijel zeta function）はコンパクトリーマン多様体のラプラシアンの固有値をエンコードしたゼータ函数である．このゼータ函数はミナクシサンドラムとプレイジェルSubbaramiah Minakshisundaram and Åke Pleijel (1949) により導入された．平面のコンパクトな領域の場合には、より早く Carleman (1935) により導入された．

## 定義
固有値 {\displaystyle \lambda _{1},\lambda _{2},\ldots } のラプラス-ベルトラミ作用素 Δ を持つ N 次元コンパクトリーマン多様体 M に対して、作用素 Δ のゼータ函数が、{\displaystyle \operatorname {Re} (s)} が十分大きい s について
{\displaystyle Z(s)=\operatorname {Tr} (\Delta ^{-s})=\sum _{n=1}^{\infty }\vert \lambda _{n}\vert ^{-s}.}
で与えられる（ここにもし固有値がゼロであれば、この和から除外する）．多様体が境界を持つ場合は、ディリクレ条件やノイマン条件のような適当な境界条件を課さねばならない．
さらに一般的には、多様体上の点 P と Q について
{\displaystyle Z(P,Q,s)=\sum _{n=1}^{\infty }{\frac {f_{n}(P)f_{n}(Q)}{\lambda _{n}^{s}}}}
とゼータ函数を定義することができる．ここに fn は正規化された固有函数である．この定義は全複素数 s について s の有理型函数へと解析接続され、P≠Q では正則である。
ありうる極は一位の極だけで、N が奇数のときは、s = N/2, N/2−1, N/2−2,..., 1/2,−1/2, −3/2,... で極を持ち、N が偶数のときは、s = N/2, N/2−1, N/2−2, ...,2, 1 で極を持つ．N が奇数のときは Z(P,P,s) は s = 0, −1, −2,... でゼロとなる．N が偶数のときは、ウィーナー＝池原の定理から、系として明らかに値を得ることができ、関係式
{\displaystyle \displaystyle Z(P,P,s)\sim {\frac {T^{N/2}}{(2{\sqrt {\pi }})^{N}\Gamma (N/2+1)}}}
を得る．ここに記号～は T が +∞ へ近づくときに、両辺の商が 1 へ近づくことを意味する．
函数 Z(s) はこの式より、Z(P,P,s) を多様体 M 全体を渡り積分することにより得られる．
{\displaystyle \displaystyle Z(s)=\int _{M}Z(P,P,s)dP}

## 熱核
ゼータ函数の解析接続は、熱核の式
{\displaystyle K(P,Q,t)=\sum _{n=1}^{\infty }f_{n}(P)f_{n}(Q)e^{-\lambda _{n}t}}
により、メリン変換
{\displaystyle Z(P,Q,s)={\frac {1}{\Gamma (s)}}\int _{0}^{\infty }K(P,Q,t)t^{s-1}dt}
として、表現することができる．
熱核の場合には、リーマン多様体 (M,g) が与えられると、固有函数の正規直交基底を取ることができて、分配函数
{\displaystyle Z(s)=\sum _{i=1}^{\infty }e^{-\lambda _{i}s}.}
を得る．
ゼータ函数の極は、t → 0 での熱核の漸近的振る舞いから得ることができる．

## 例
多様体が次元 N=1 の円であれば、ラプラシアンの固有値は整数 n として n2 である．ゼータ函数は、
{\displaystyle Z(s)=\sum _{n\neq 0}{\frac {1}{(n^{2})^{s}}}=\zeta (2s)}
となる．ここに ζ はリーマンゼータ函数である．

## 応用
漸近展開による熱核の方法をリーマン多様体 (M,g) へ適用すると、次の2つの定理を得る．双方とも逆問題の解であり、作用素のスペクトルから幾何学的性質を得る．
1,ミナクシサンドラム-プレイジェル漸近展開
(M,g) を n-次元リーマン多様体とする．すると次の漸近展開が t → 0+ で成り立つ．
{\displaystyle Z(s)\sim (4\pi s)^{-n/2}\sum _{m=0}^{\infty }a_{m}s^{m}.}
次元が2の場合は、これはスカラー曲率の積分が M のオイラー標数(Euler characteristic)となっていることを意味している．これはガウス-ボネの定理(Gauss-Bonnet Theorem)である．
特に、
{\displaystyle a_{0}=Vol(M,g),\ \ \ \ a_{1}={\frac {1}{6}}\int _{M}S(x)dV}
であり、ここに S(x) は M のスカラー曲率で、リッチ曲率のトレースである．
2,ワイルの漸近公式
M をコンパクトリーマン多様体で、固有値
{\displaystyle 0=\lambda _{0}\leq \lambda _{1}\leq \lambda _{2}\cdots ,}
を持っているとする．ここに固有値は多重度の分、各々の固有値を繰り返すものとする．N(λ) で値が λ よりも小さな固有値の数を表すとするとして、{\displaystyle \omega _{n}} で {\displaystyle \mathbb {R} ^{n}} の中の単位ディスクの体積を表すとする．すると、
{\displaystyle N(\lambda )\sim {\frac {\omega _{n}Vol(M)\lambda ^{n/2}}{(2\pi )^{n}}},}
が、λ → ∞ に対して成り立つ．加えて、k → ∞ に対しては、
{\displaystyle (\lambda _{k})^{n/2}\sim {\frac {(2\pi )^{n}k}{\omega _{n}Vol(M)}}.}
が成り立つ．これはワイルの法則(Weyl's formula)とも呼ばれ、ミナクシサンドラム-プレイジェルの漸近展開の精密化でもある．